# عباس فرمانفرمائیان
عباس میرزا سالارلشکر (۱۲۶۸ تبریز – ۱۳۱۴ برلین) با نام خانوادگی فرمانفرماییان شاهزاده و دولتمرد و قانونگذار دوره‌های قاجار و پهلوی بود. او نوه دختری مظفرالدین‌شاه قاجار و نخستین نماینده مراغه در مجلس شورای ملی بود.

## زندگی

نام و تصویر عباس میرزا در کاشی‌کاری تکیه معین‌الدوله در کرمانشاه

عباس میرزا پسر دوم عبدالحسین میرزا فرمانفرما و عزت‌السلطنه و نام او برگرفته از نام جدّش عباس میرزا ولیعهد فتحعلی‌شاه بود. تحصیلات مقدماتی را در تهران گذراند. هنگامی که فرمانفرما به دستور مظفرالدین‌شاه به بغداد تبعید شد، سه پسر بزرگترش نصرت‌الدوله، عباس میرزا و محمدولی میرزا را همراه با خود برد و به کالج مسیحی سن ژوزف در بیروت فرستاد. پنج سال بعد عباس میرزا بیروت را به مقصد لندن ترک کرد و پس از مدتی وارد کالج سلطنتی نظامی ساندهِرست شد. او در بازگشت به ایران لقب سالار لشکر دریافت کرد که از القاب سابق پدرش بود و به حکومت همدان منصوب شد.
عباس میرزا در سال ۱۲۹۰ با زهرا مافی (درگذشته ۴ اسفند ۱۳۵۹) دختر میرزا رضاقلی‌خان نظام‌السلطنه مافی ازدواج کرد. زهرا در آن هنگام بانویی جوان و علاقه‌مند به هنر و مسلّط بر زبان فرانسه بود. عباس میرزا نیز زبان‌های فرانسه، انگلیسی و عربی را به روانی صحبت می‌کرد و به هنرهای عکاسی، ادبیات و اپرا علاقه داشت. 
او در همان سال عضو هیئت اعزامی ایران برای تهنیت تاج‌گذاری جرج پنجم به لندن رفت و پس از بازگشت به حکومت کرمانشاه منصوب شد. سالارلشکر برای مدتی عهده‌دار معاونت وزارت عدلیه بود. در کابینه سپهدار رشتی ابتدا به وزارت تجارت و فوائد عامه و بعد در ترمیم کابینه به وزارت دادگستری رسید. 
در کودتای سوم اسفند ۱۲۹۹ عباس میرزا به همراه برادرش نصرت‌الدوله دستگیر و زندانی شد.  در سال ۱۳۰۲ به عنوان نماینده مراغه وارد دوره پنجم مجلس شورای ملی  شد. او نخستین کسی بود که در تاریخ مجالس قانونگذاری ایران نماینده مراغه شد. این حوزه انتخابیه در چهار دوره نخست مجلس شورای ملی نماینده نداشت. 
عباس میرزا در دوره بعد (ششم و هفتم) مجلس نیز نماینده مراغه بود. در سنّ چهل و پنج سالگی بر اثر سرطان در برلین درگذشت و در همان شهر در گورستان دیپلمات‌ها در محله نویکلن به خاک سپرده شد.
سالار لشگر و برادرش نصرت‌الدوله هر یک مالک نیمی از روستای وردآورد کرج بودند.

## فرزندان
1. هما فرمانفرماییان (زاده ۱۲۹۳- درگذشت ۲۲ مهر ۱۳۸۱)[۴] با علی اتحادیه (۱۲۸۰، تبریز-۱۳۷۹، پاریس) ازدواج کرد و صاحب دو پسر و دو دختر شد: منصوره اتحادیه، رحیم اتحادیه، فرهاد اتحادیه و شیرین اتحادیه.
2. تاج‌الملوک فرمانفرمائیان (۱۲۹۳ – ۱۴ دی ۱۳۸۰) با مرتضی خوانساری ازدواج کرد.
3. عزت‌الملوک فرمانفرماییان (زاده ۱۲۹۵ - درگذشت ۸ اسفند ۱۳۹۶)[۴] با مهدی پیرنیا پسر مشیرالدوله پیرنیا ازدواج کرد. صاحب یک پسر به نام پرویز پیرنیا شد. پرویز پیرنیا سه فرزند دارد: حسنعلی پیرنیا، امیرحسین پیرنیا و محمد پیرنیا.
4. مهری‌دخت فرمانفرماییان (زاده ۱۳۰۲ - درگذشت ۳ خرداد ۱۳۹۵)[۴] با اصغر امامی ازدواج کرد و صاحب سه فرزند شد: میرحسین امامی، ابوالقاسم امامی و رضا امامی.
5. بهرام فرمانفرماییان (زاده ۱۳۰۴ - درگذشت ۲۵ اسفند ۱۳۹۷)[۴] با بلقیس علم دختر محمدابراهیم علم (ملقب به شوکت‌الملک، مدتی حاکم خراسان و فارس) و خواهر امیراسدالله علم، نخست‌وزیر ایران ‎۱۳۴۱ – ۱۳۴۳، ازدواج کرد و دو پسر و یک دختر یافت: عباس فرمانفرماییان، رضا فرمانفرماییان و ندا فرمانفرماییان.
6. بهمن فرمانفرماییان (خرداد ۱۳۱۳ – ۱۳ مهر ۱۳۹۱) گرافیست و فارغ‌التحصیل رشته گرافیک از آمریکا. با منیر کفائی ازدواج کرد و صاحب یک دختر به نام سحر فرمانفرماییان شد.